# ハインリヒ2世 (神聖ローマ皇帝)
ハインリヒ2世（Heinrich II., 973年5月6日 - 1024年7月13日）はザクセン朝第5代にして最後の国王（ドイツ王、在位：1002年 - 1024年）およびオットー朝第4代イタリア王エンリーコ2世（Enrico II il Santo, 在位：1004年 - 1024年）、神聖ローマ皇帝（戴冠：1014年2月14日）。父は初代皇帝オットー1世大帝の甥であるバイエルン公ハインリヒ2世、母はブルグント王コンラートの娘ギーゼラ。父の後を継いだバイエルン公としてはハインリヒ4世（在位：995年 - 1004年、1009年 - 1017年）。皇后はルクセンブルク伯ジークフリート1世の娘聖クニグンデ。1146年にカトリック教会の聖人とされた。記念日は7月13日である。

## 生涯
1002年、又従兄で前王のオットー3世は21歳で急逝した。生涯独身であったオットー3世に直系の後継者はおらず、各地の実力者が次の王座を狙った。こうした中、1002年6月7日にマインツにおいて、マインツ大司教ヴィリギスの主導により、ハインリヒ1世の曾孫に当たり、オットー2世と争ったバイエルン公ハインリヒ2世の息子ハインリヒ4世が国王に選出された。王としてハインリヒ2世。ザクセン公、ロートリンゲン公などの諸公はハインリヒ2世の王位を承認していなかったが、ハインリヒは諸公領を巡回し、改めて各地で王としての承認を得た。1014年にローマへ赴き、2月14日にローマ教皇ベネディクトゥス8世の手で戴冠された。
ブルグント王ルドルフ3世には後継者がなく、1006年ルドルフ3世は甥にあたるハインリヒ2世を継承者に定めた。実際にはハインリヒ2世はルドルフ3世に先立って死去したためブルグント王位を継承することはなかったが、このことは後にコンラート2世によるブルグント王国併合の道筋となった。
ハインリヒ2世は、従来のザクセン朝の諸皇帝のように、ローマを中心とした古代ローマ帝国の復興を夢見たわけではなかった。だが、カール大帝以来の普遍的なキリスト教帝国を念頭として、神権的な帝国統治の強化が図られた。
帝権強化を推進する過程で、ザクセン・ロートリンゲンなど帝権を脅かす諸公の弱体化が図られ、諸公の権力を支えた荘園・私有修道院などが、皇帝の影響下にあった司教座教会へと委譲された。ザクセン朝当初より、帝国統治と教会組織の関連は指摘され、これを帝国教会体制（王国教会体制）などと称するが、彼の時代に、教会組織と帝国は一層結びつき、皇帝による教会人事の介入も顕著になった。
ハインリヒ2世は非常に敬虔な人物であり、当時、堕落が進んだ教会の現状を強く憂慮していた。教会人事への介入も、政治権力の介入という点で世俗化と表現出来ても、総じて聖職者として高潔・有徳な人物が推挙されていた。そういった観点からすれば、10世紀前半のフランスに成立したクリュニー修道院などで高まっていた、教会の粛正運動の延長上にあった。しかし、より帝国と教会組織が結びつきを深めたことで、教会組織が完全に皇帝に掌握されるという懸念も聖職者の間で起こっていく。ここに、後に顕在化する叙任権闘争の萌芽が見られると言えよう。
晩年に神聖ローマ帝国とポーランド王国の間に歴史上初めての全面戦争が起こった。帝国側が敗北し、1018年のバウツェンの講和によりマイセンなどは、暗殺されたエッケハルト1世の後ろ盾だったポーランド王国の支配下に入った。
1024年、グローネで51歳で死去し、バンベルクの聖堂に埋葬された。病弱でクニグンデとの間に子はおらず、これをもってザクセン朝は断絶することとなる。